# Eldey
Eldey (litt. « île de feu ») est une petite île volcanique au large de la péninsule de Reykjanes, au sud-ouest de l'Islande. Située à l'ouest-sud-ouest de Reykjavik, l'île d'Eldey couvre une superficie d'environ trois hectares et atteint une hauteur de 77 m.

## Géographie
Eldey est un monolithe entouré de falaises verticales culminant à 77 mètres, posé dans la mer à 15 kilomètres au large de la pointe sud-ouest de la péninsule de Reykjanes.

## Géologie
L'île est une des parties émergées d'un vaste système volcanique de 35 à 40 km de long et de plus de 7 km de large. Ce système est dans la continuité de celui de la péninsule de Reykjanes. Il est sous-marin et ne présente pas de volcan central. L'île d'Eldey ainsi que les rochers de Eldeyjardrangur, Geirfugladrangur et Geirfuglasker sont les vestiges d'îles qui ont émergées à la suite d'éruptions volcaniques sous-marines. Le magma émis est du basalte tholéitique et picritique.
Six manifestations éruptives ont été enregistrées dans les environs de l'île durant l'holocène, dont cinq ont fait l'objet d'observations. La plus importante (VEI 4) s'est déroulée le 31 octobre 1211 et a duré une trentaine de jours. La dernière, mineure, s'est produite le 5 juin 1926.
En 1992, une expédition scientifique avec un submersible révèle qu'une éruption sous-marine s'est aussi déroulée moins de 20 ans auparavant.

## Faune et flore
L'île a été le refuge d'une des dernières populations de grands pingouins avant que l'espèce ne disparaisse. Le dernier spécimen connu a été tué sur Eldey le 3 juin 1844.
Une webcam a été installée au sommet de l'îlot par le ministère de l'Écologie islandais, mais elle a été recouverte de guano.
L'île abrite l'une des plus grandes colonies au monde de fous de Bassan : 16 000 des 30 000 couples qui viennent se reproduire en Islande y possèdent un nid. Protégée depuis 1974, cette réserve naturelle n'est plus accessible au public.